# Colors (album, Ivan Král)
Colors je sólové studiové album českého hudebníka Ivana Krále. Vydáno bylo 14. září roku 2018 společností Warner Music. Nahráno bylo v detroitském studiu Pearl Sound Studios. Spolu s Králem desku produkoval Chuck Alkazian a dále na ní hrál kytarista Zachary Radcliff. Autorkou několika textů je Králova partnerka Cindy Hudson. Na albu se nachází například píseň „It’s You“, kterou Král napsal již v sedmdesátých letech. Vydání nového alba Král původně oznámil v roce 2017. Tehdy mělo nést název Real to Reel a mělo vyjít v listopadu toho roku. Z alba byla však zveřejněna pouze jedna píseň, nazvaná „Apocalypse“, a přestalo se o něm mluvit. Album Colors bylo nahráno na přelomu jara a léta 2018.

## Seznam skladeb
1. Lazy Girl
2. All Your Yesterdays
3. Crazy About You
4. Silence
5. Follow
6. Day by Day
7. It’s You
8. Chemical Reaction
9. How Can I Resist You
10. I Want to Be Together
11. Something Comes
12. How Do You Know
13. It’s Love
14. Wasn’t It Great (CBGB)
15. Time or Money